# Леонтина (Мазовецьке воєводство)
Леонтина (пол. Leontyna) — село в Польщі, у гміні Якубув Мінського повіту Мазовецького воєводства.
Населення — 122 особи (2011).
У 1975-1998 роках село належало до Седлецького воєводства.

## Демографія
Демографічна структура станом на 31 березня 2011 року:
|          | Загалом | Допрацездатний вік | Працездатний вік | Постпрацездатний вік |
| -------- | ------- | ------------------ | ---------------- | -------------------- |
| Чоловіки | 70      | 12                 | 52               | 6                    |
| Жінки    | 52      | 12                 | 30               | 10                   |
| Разом    | 122     | 24                 | 82               | 16                   |